# Eduardo Dischinger
Eduardo Dischinger (* 18. Mai 1992) ist ein brasilianischer Tennisspieler.

## Karriere
Eduardo Dischinger spielt hauptsächlich auf der ATP Challenger Tour und der ITF Future Tour. Er feierte bislang sechs Doppelsiege auf der Future Tour. Auf der Challenger Tour gewann er bis jetzt das Doppelturnier in Scheveningen im Jahr 2015.

## Erfolge
| Legende (Anzahl der Siege)  |
| Grand Slam                  |
| ATP World Tour Finals       |
| ATP World Tour Masters 1000 |
| ATP World Tour 500          |
| ATP World Tour 250          |
| ATP Challenger Tour (1)     |

### Doppel

#### Turniersiege
| Nr. | Datum         | Turnier      | Belag | Partner     | Finalgegner                   | Ergebnis   |
| --- | ------------- | ------------ | ----- | ----------- | ----------------------------- | ---------- |
| 1.  | 26. Juli 2015 | Scheveningen | Sand  | Ariel Behar | Aslan Karazew Andrei Kusnezow | 0:0 aufgg. |